# For Whose Advantage?
For Whose Advantage? è il secondo album della band thrash metal inglese Xentrix.

## Tracce
1. Questions – 5:10
2. For Whose Advantage? – 6:21
3. The Human Condition – 3:37
4. False Ideals – 5:49
5. The Bitter End – 5:18
6. New Beginnings (strumentale) – 1:16
7. Desperate Remedies – 4:50
8. Kept in the Dark – 4:13
9. Black Embrace – 3:51
10. Running White Faced City Boy (cover dei Gillan) – 2:46

## Formazione
- Chris Astley - voce, chitarra
- Kristian Havard - chitarra
- Paul Mackenzie - basso
- Dennis Gasser - batteria